# Příbor
Příbor (niem. Freiberg) – miasto w Czechach, na Morawach, w powiecie Nowy Jiczyn, w kraju morawsko-śląskim, nad rzeką Lubiną, prawym dopływem Odry.
Według danych z 31 grudnia 2003 powierzchnia miasta wynosiła 2214 ha, a liczba jego mieszkańców 8789 osób.
W mieście jest stacja kolejowa Příbor.

## Historia
Tereny, na których leży Příbor zasiedlone były już w epoce brązu. Miejscowość wzmiankowano po raz pierwszy w dokumencie morawskiego margrabiego i przyszłego króla czeskiego Przemysła Ottokara II, wystawionym w Wiedniu 12 grudnia 1251, który potwierdził darowiznę Franka de Hugeswage (syna i następcy Arnolda z Hückeswagen) dla nowo założonego klasztoru w Příborze, w tym m.in. istniejący już miejscowy kościół. Dokument ten świadczył o wzmożonej aktywności kolonizacyjnej Franka, być może w związku z wyludnieniem po najazdach mongolskich. Zaprosił on w tym celu mnichów cysterskich z Velehradu. Zamiary te nie zostały jednak urzeczywistnione, znaczenie Franka de Hugeswage w północno-wschodnich Morawach w latach 50. XIII wieku upadło (utracił m.in. okolice przyszłego Nowego Jiczyna). Příbor stanowi najstarszy ośrodek miejski w regionie i długo był najważniejszym centrum targowym dla okolicy, dużo większej niż dzisiaj, choć dopiero w 1292 wzmiankowana została jako miasteczko, a dwa lata później jako miasto, tym niemniej jest to najstarsze miasto powiatu nowojiczyńskiego. Od 1307 roku należało ono do biskupów i arcybiskupów ołomunieckich, jako część tzw. państwa hukwaldzkiego. Miasto zawdzięczało swój rozwój położeniu na skrzyżowaniu kilku szlaków handlowych prowadzących przez północne Morawy, w tym szlaku solnego z Wieliczki.
Od połowy XVI wieku miejscowy cech sukienników intensywnie handlował z Polską, a jego wyroby eksportowane było m.in. do Krakowa, Poznania i Lwowa. Pod koniec XVI wieku późniejszy święty katolicki, rodem ze śląskiego Skoczowa, Jan Sarkander, przeżył tu kilka lat swego dzieciństwa. Po I rozbiorze Polski przebudowano drogę do nowej prowincji, Galicji (zobacz trakt środkowogalicyjski), co przyczyniło się do rozwoju położonego na drodze z Wiednia Příboru. Pod koniec XVIII wieku założono m.in. sąsiednie wsie Hajóv i Prchalov, dzisiaj położone w granicach miasta. W 1793 urodził się tu Gregor Wolny, morawski historyk.
W 1835 miasto liczyło 4760 mieszkańców, co czyniło je największą miejscowością państwa hukwaldzkiego (w tym czasie np. Morawska Ostrawa liczyła jedynie 1712 mieszkańców). Większość mieszkańców stanowili wówczas Morawianie (Czesi), niewielką mniejszość stanowili etniczni Niemcy i Żydzi. Do tych ostatnich należał Sigmund Freud. W domu, w którym się urodził w 1856 i przez kilka lat mieszkał, urządzone jest obecnie interaktywne muzeum. Podobne do Freuda losy miał urodzony w 1862 Bertold Bretholz. W 1875 otworzono czeskie seminarium nauczycielskie, a miasto stało się ośrodkiem czeskiego ruchu narodowego.
Według austriackiego spisu ludności z 1900 r. w Příbor liczył 5007 mieszkańców, z czego 4876 było katolikami, 26 ewangelikami a 104 wyznawcami judaizmu, 4594 było czesko- a 331 niemieckojęzycznymi.
W 1918 miejscowi ochotnicy zajmowali pobliskie niemieckojęzyczne miasta (Nowy Jiczyn, Fulnek, Odry, Bílovec, Opawa). Pomimo tego, że miasto było w zdecydowanej większości zamieszkałe przez Czechów, w 1938 włączono je do rejencji opawskiej Okręgu Rzeszy Kraj Sudetów.

## Turystyka

### Zabytki i pomniki
- rynek z kamienną rzeźbą Panny Marii z 1713 roku otoczony renesansowymi domami o przebudowanych w stylu barokowym fasadach;
- Romańsko-gotycki kościół parafialny pw Narodzenia Najświętszej Marii Panny – wznosi się na skraju skarpy nad rzeką Lubina we wschodniej części starówki. Trzon budowli powstał prawdopodobnie przed rokiem 1251. W architekturze kościoła można odnaleźć elementy romańskie, gotyckie, renesansowe i barokowe. W latach 2003–2004 przeprowadzono gruntowny remont budowli. Wieża dominująca nad miastem ma 60 m wysokości. Wewnątrz kościoła prezbiterium o pięknym sklepieniu i rzeźba Madonny z XV wieku;

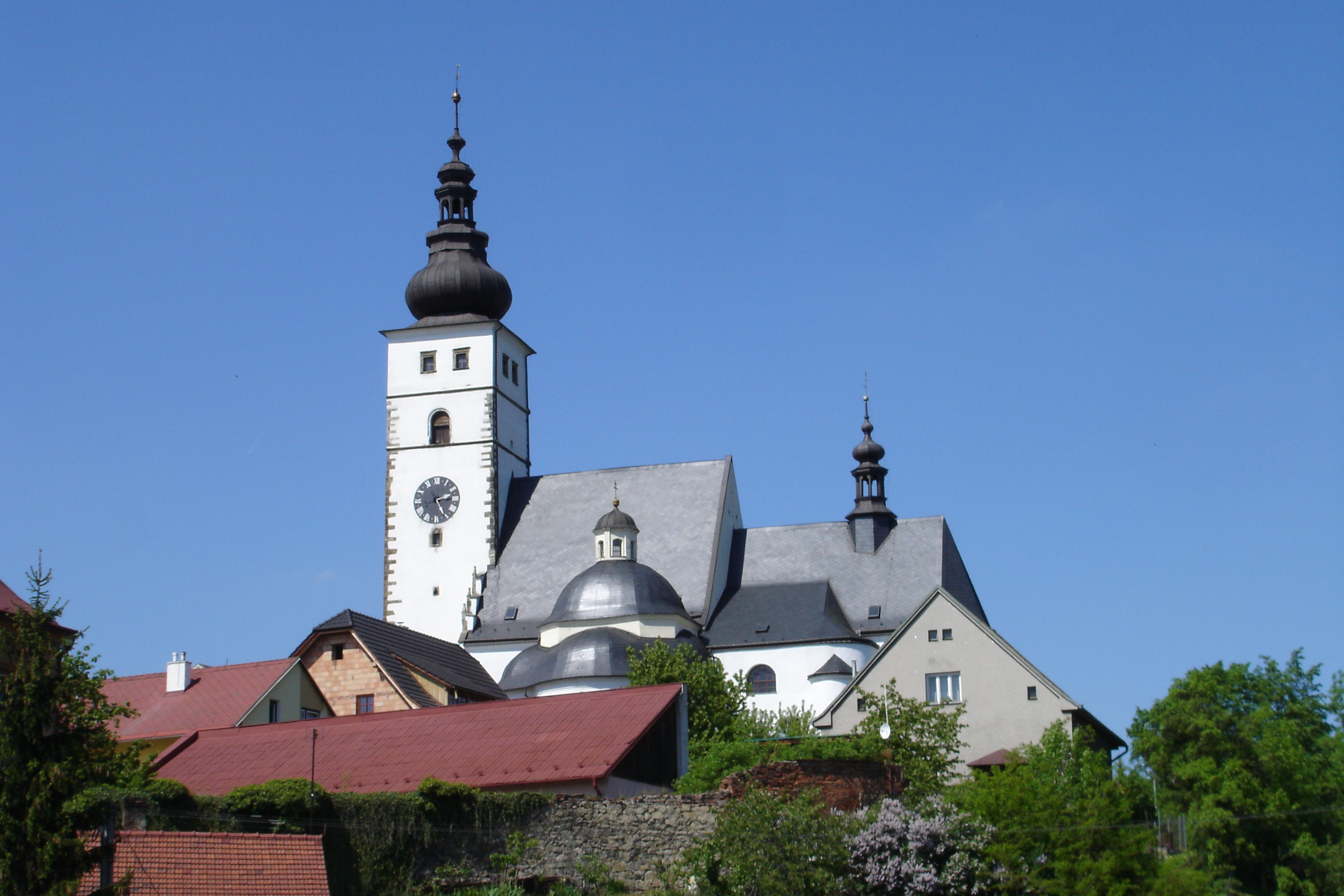
Kościół pw. Narodzenia Najświętszej Marii Panny w Příboře

- Budynek kolegium pijarskiego. Pijarzy przybyli na ziemie czeskie około roku 1620 i zajmowali się przede wszystkim działalnością pedagogiczną. Kolegium założył 5 lutego 1694 biskup ołomuniecki Karol II von Liechtenstein. Budynek wzniesiono w latach 1694–1700 według projektu architekta Giovanni Pietro Tencally i było to jedenaste kolegium pijarskie w Czechach. Aktualnie mieści się tu Muzeum – Centrum Tradycyjnych Technologii (patrz niżej).
- Pijarski kościół Św. Walentyna zbudowany w roku 1596, początkowo jako obiekt drewniany. W latach 1760–1766 kościół przebudowano i nadano mu wystrój barokowy, który zachował się do dziś. Na głównym ołtarzu – posrebrzany relief z 1596 r. przedstawiający sceny z życia Św. Walentyna.
- dom rodzinny Zygmunta Freuda, w którym naukowiec urodził się i mieszkał przez pierwsze 3 lata, został zbudowany na początku XIX wieku. 25 października 1931 roku została umieszczona na budynku pierwsza tablica pamiątkową zniszczoną podczas okupacji niemieckiej. 4 października 1969 roku nowa, większa od poprzedniej tablica została zamontowana. 14 grudnia 2004 władze miasta odkupiły budynek od prywatnych właścicieli. Na początku 2005 roku rozpoczęte zostały prace renowacyjne, które doprowadziły do przywrócenia stanu budynku z XIX wieku. W sierpniu 2005 Minister Kultury Republiki Czeskiej ogłosił budynek zabytkiem narodowym. 27 maja 2006 roku dla uczczenia 150 rocznicy urodzin Sigmunda Freuda zostało tu otwarte muzeum.

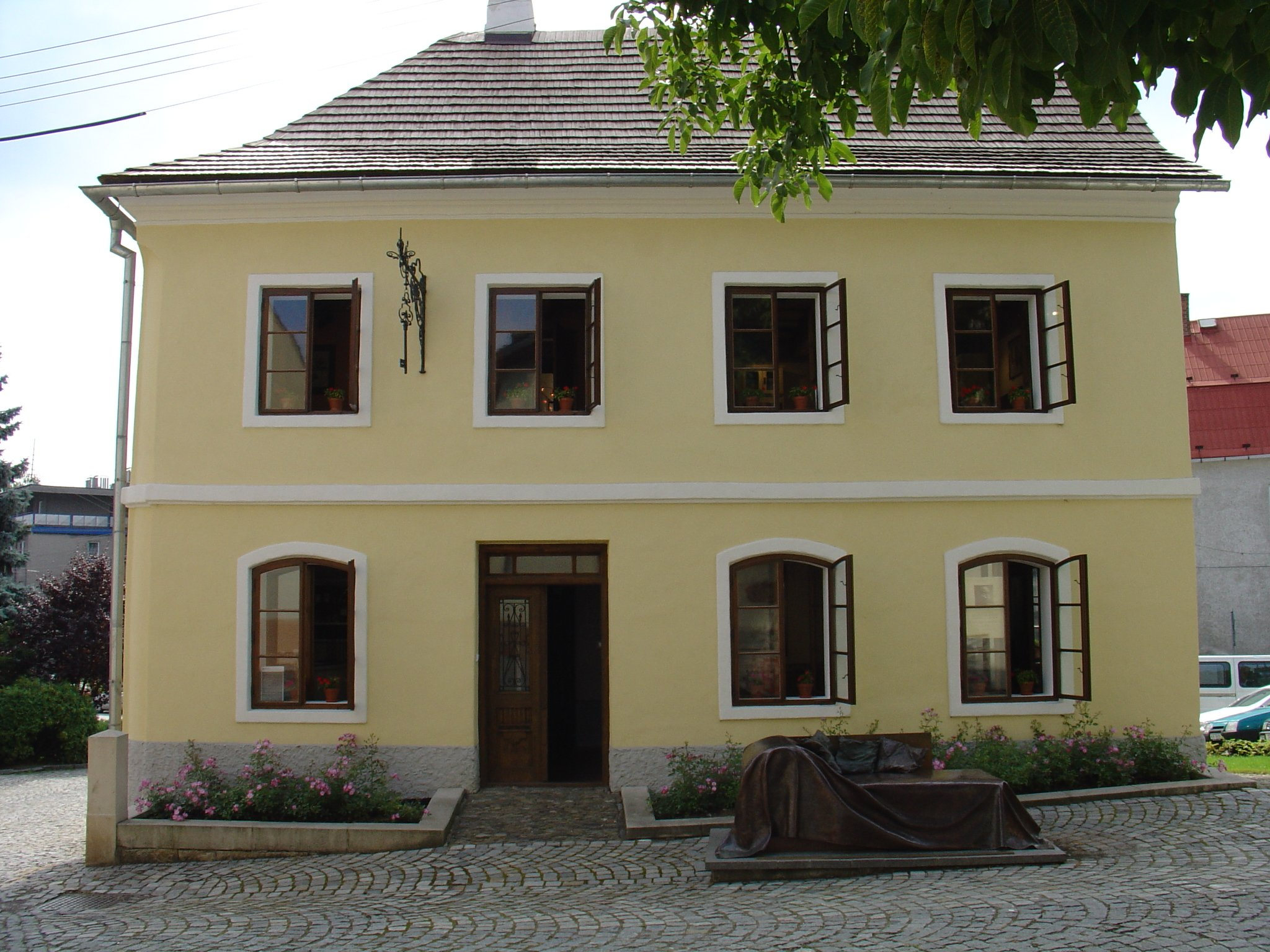
Dom urodzin Freuda

- zabytkowe domy przy placu Sigmunda Freuda
- kościół Świętego Krzyża
- ratusz przy placu Sigmunda Freuda
- pomnik Zygmunta Freuda

### Muzea
- Muzeum Freuda w Příboře (cz. Rodný dům Sigmunda Freuda) – ul. Zámečnická 117. Ekspozycje w rodzinnym domu Sigmunta Freuda (patrz wyżej), zwiedzane z bezprzewodowym systemem słuchawkowym, prezentują życie i działalność naukową uczonego[4].

- Muzeum – Centrum Tradycyjnych Technologii (cz. Centrum tradičních technologií) – ul. Lidická 50. Znajduje się w budynku dawnego klasztoru pijarów (patrz wyżej). Jest poświęcone archaicznym i tradycyjnym technologiom i technikom obróbki materiałów naturalnych. „Warsztat tradycyjnych technologii” (cz. Dílna tradičních technologií) przedstawia różne techniki stosowane w rękodziele oraz związane z nimi animacje[4].

### Trasy rowerowe
Przez Příbor i okolice prowadzą trzy oznakowane trasy rowerowe („Cyklotrasy”)
- Cyklotrasa 6039: „Okolice rodzinne Zygmunta Freuda” Koprivnice-Pribor-Skotnice-Sedlnice-Nova Horka (długość 17 km)
- Cyklotrasa 6134: Stara Ves-Pribor-Klokocov (długość 11 km)
- Cyklotrasa 6136: Petrvaldik-Skotnice (długość 8 km)

### Příborská freudovka
Firma Farnese produkuje na podstawie starych receptur likier ziołowy „Příborská freudovka”. Likier – uznany za beskidzki produkt regionalny, rozprowadzany jest w kilku punktach miasta.

## Demografia
| Rok             | 1970 | 1980 | 1991 | 2001 | 2003 |
| --------------- | ---- | ---- | ---- | ---- | ---- |
| Liczba ludności | 8378 | 9878 | 8887 | 8754 | 8789 |

Źródło: Czeski Urząd Statystyczny